# Велёвесь (гмина)
Велёвесь (пол. Wielowieś) — сельская гмина (волость) в Польше, входит как административная единица в Гливицкий повет, Силезское воеводство. Население — 6104 человека (на 2004 год).

## Демография
| Перепись                       | Всего   | Всего | Женщины | Женщины | Мужчины | Мужчины |
| ------------------------------ | ------- | ----- | ------- | ------- | ------- | ------- |
| Единицы                        | человек | %     | человек | %       | человек | %       |
| Население                      | 6104    | 100   | 3137    | 51,4    | 2967    | 48,6    |
| Плотность населения (чел./км²) | 52,4    | 52,4  | 26,9    | 26,9    | 25,4    | 25,4    |

## Поселения
Солецтва:
1. Блажеёвице
2. Боровяны
3. Велёвесь
4. Висниче
5. Гаёвице
6. Домбрувка
7. Захажовице
8. Келечка
9. Коткув
10. Радоня
11. Свибе
12. Сероты
13. Чаркув

Выселки:
1. Гоголь
2. Гой
3. Дяна
4. Ежманув
5. Колёня
6. Наплатки
7. Пусткове
8. Убовице
9. Хвощ